# Milan Ražov
Milan Ražov (4 de noviembre de 1980) es un deportista croata que compitió en remo como timonel. Ganó una medalla de oro en el Campeonato Mundial de Remo de 1994, en la prueba de dos con timonel.

## Palmarés internacional
| Campeonato Mundial | Campeonato Mundial            | Campeonato Mundial | Campeonato Mundial |
| Año                | Lugar                         | Medalla            | Prueba             |
| ------------------ | ----------------------------- | ------------------ | ------------------ |
| 1994               | Indianápolis (Estados Unidos) | Medalla de oro     | Dos con timonel    |